# Salim Sdiri
Salim Sdiri, född 26 oktober 1978 i Ajaccio (Korsika), är en fransk längdhoppare.
Sdiris personliga rekord är 8,25 meter, noterat i juli 2005 i Angers. Inomhus noterade Sdiri 8,27 meter i Ajaccio 28 januari 2006. År 2007 vann Sdiri bronsmedaljen vid europamästerskapen inomhus i Birmingham. Vid världsmästerskapen 2005 i Helsingfors placerade sig Sdiri på femte plats. 

## Spjutolyckan i Rom
Fredagen den 13 juli 2007 under IAAF Golden League på Roms Olympiastadion träffades Sdiri av ett spjut kastat av finländaren Tero Pitkämäki. Sdiri träffades i ryggen efter längdhoppningstävlingarna avslutats och han höll på att packa ihop sin utrustning. Sdiri fördes till ett sjukhus i Rom, med icke livshotande skador, enligt TV4. Spjutet trängde in sju centimeter i kroppen och ingångshålet var tre centimeter i diameter.